# Comitê Nacional de Arte Brasileira
O Comitê Nacional de Arte Brasileira (CNAB), anteriormente denominado Comitê de Arte Brasileira (CAB), é uma associação brasileira fundada em 2009, atualmente em processo de refundação com novo estatuto e CNPJ. Tem como objetivo promover a crítica de arte, incentivar a valorização da cultura brasileira e a preservação do patrimônio artístico, atuando também em temas contemporâneos como diversidade cultural, acesso à cultura, sustentabilidade, educação artística, inclusão social, arte e meio ambiente, e preservação do patrimônio cultural. Seus associados incluem críticos de arte, historiadores, professores, curador de arte, pesquisadores, artistas e outros profissionais das áreas da cultura, educação e patrimônio.
Foi fundado por iniciativa de associados da Associação Brasileira de Críticos de Arte (ABCA), da Associação Paulista de Críticos de Arte (APCA), do Comitê Brasileiro de História da Arte (CBHA) e da Associação Nacional de Pesquisadores em Artes Plásticas (ANPAP). 

## História
Fundado em 2009 como Comitê de Arte Brasileira (CAB), o comitê foi criado por Fausto Cavalcante Leal e 50 membros do Comitê Brasileiro de História da Arte (CBHA), da Associação Brasileira de Críticos de Arte (ABCA) e da Associação Paulista de Críticos de Arte (APCA), com apoio da Upars - União Paulista de Artistas Seniores. Seu objetivo era ampliar os estudos e fortalecer a arte brasileira. Ainda em 2009, após debates, o nome foi alterado para Comitê Nacional de Arte Brasileira (CNAB), e a primeira diretoria foi eleita, com Fausto Cavalcante Leal como presidente. Em 2010, foi criada a Assembleia Geral e, em 2011, o Congresso Nacional de Arte Brasileira e o Festival de Arte Nacional. O programa Arte na Comunidade foi aprovado em 2012, levando cultura a comunidades carentes. Em 2019, pesquisadores da ANPAP migraram para o CNAB, que, em 2022, ampliou sua atuação para incluir outras áreas artísticas, como cinema e literatura.
Entre 2024 e 2025, o CNAB enfrentou questões administrativas relacionadas à baixa do seu CNPJ, o que levou a divergências internas. Para regularizar a situação, uma assembleia geral virtual foi realizada em julho de 2025, com eleição de nova diretoria e conselho fiscal para conduzir a reorganização da associação.

## Arte na Comunidade
Arte na Comunidade é um programa do Comitê Nacional de Arte Brasileira (CNAB), iniciado em 2012, que leva atividades culturais e artísticas a comunidades carentes, promovendo o acesso à cultura e o desenvolvimento social através das artes.

## Diretoria Executiva
| Cargo            | Titular          |
| ---------------- | ---------------- |
| Vice-presidente  | Gito Sales       |
| Secretário-Geral | Jarbas Alves     |
| Tesoureiro       | Admilton Ribeiro |

## Assembleia Geral
A Assembleia Geral do CNAB é o órgão máximo deliberativo do Comitê Nacional de Arte Brasileira (CNAB). Tem como funções a aprovação de projetos, a definição de diretrizes e a deliberação sobre assuntos administrativos da entidade.
É composta por membros eleitos nos estados brasileiros. Cada membro exerce mandato de três anos, com possibilidade de reeleição.

## Organização

### Presidentes
| Mandato       | Presidente             | Estado         |
| ------------- | ---------------------- | -------------- |
| 2009–2015     | Fausto Cavalcante Leal | São Paulo      |
| 2015–2020     | Aderbal Freire         | Rio de Janeiro |
| 2021–2025     | Henry Charles          | Rio de Janeiro |
| 2025-presente | Arlyson Gomes          | Pará           |

### Vice-presidentes
| Mandato       | Vice-presidente  | Estado            |
| ------------- | ---------------- | ----------------- |
| 2009–2015     | Irene Brietzke   | Rio Grande do Sul |
| 2015–2020     | Carlos Pasquetti | Rio Grande do Sul |
| 2021–2025     | Vandeuarley      | Bahia             |
| 2025-presente | Gito Sales       | Rio de Janeiro    |

### Secretários-Gerais
| Mandato       | Secretário-Geral        | Estado         |
| ------------- | ----------------------- | -------------- |
| 2009–2015     | Sérgio Mamberti         | São Paulo      |
| 2015–2020     | Marcelo Dolabela        | Minas Gerais   |
| 2021–2025     | Beatriz Almeida Pereira | Maranhão       |
| 2025-2025     | Patryk Moura            | Rio de Janeiro |
| 2025-presente | Jarbas Alves            | Pará           |

## Eleições internas
O Comitê Nacional de Arte Brasileira (CNAB) realiza eleições internas para a Diretoria Executiva, o Conselho Fiscal e para a Assembleia-Geral. O mandato da Diretoria Executiva — composta por presidente, vice-presidente, secretário-geral e tesoureiro — é de seis anos. Já os membros da Assembleia-Geral são eleitos a cada três anos.

O Conselho Fiscal tem mandato de três anos e é composto por três conselheiros titulares e um suplente.